# Werotoksyna
Werotoksyna, werocytotoksyna – egzotoksyna podobna do toksyny Shiga produkowanej przez Shigella dysenteriae. Nazwa toksyny wzięła się od jej cytotoksyczności w stosunku do hodowli komórek Vero.